# Vlag van Valkenburg aan de Geul

Huidige vlag van de gemeente Valkenburg aan de Geul
(sinds 2016)

Oude vlag van de gemeente Valkenburg aan de Geul
(1982-2016)

Oude vlag van de gemeente Valkenburg-Houthem
(1959-1982)

De huidige vlag van Valkenburg aan de Geul werd op 15 februari 2016 bij raadsbesluit vastgesteld als de gemeentelijke vlag van de Limburgse gemeente Valkenburg aan de Geul. De vlag verving de eerste vastgestelde vlag bij de oprichting van de gemeente in 1982, die voordien gemeentevlag was van de gemeente Valkenburg-Houthem en in 1959 als zodanig was aangenomen. 

## Vlaggen

### Huidige vlag
Het ontwerp van de vlag is afkomstig van de gemeente zelf. De vlag kan als volgt worden omschreven:
Drie golvende banen geel, blauw en geel, waarvan de hoogten zich verhouden als 5:2:5 en over alles heen een tweestaartige gekroonde rode leeuw.
De huidige vlag bestaat uit een gele achtergrond met een smal blauw golvend baan door het midden. Het geel staat voor de mergel, waaruit veel gebouwen zijn opgetrokken, de blauwe lijn stelt de Geul voor. Op 1/3 van de lengte van de vlag is de rode leeuw van de Heren van Valkenburg toegevoegd. Deze vlag werd ter gelegenheid van het 975-jarig bestaan van de stad ontworpen omdat de vorige gemeentevlag naar oordeel van de gemeente nietszeggend was. Wel zijn de kleuren van de vorige gemeentevlag opnieuw gebruikt.

### Eerste officiële gemeentevlag
Op 10 maart 1959 werd officieel de eerste gemeentevlag vastgesteld voor de toenmalige gemeente Valkenburg-Houthem. Na de gemeentelijke herindeling op 1 januari 1982 in Valkenburg aan de Geul bleef deze vlag tijdens de raadsvergadering van 26 november 1984 gehandhaafd voor de nieuwe gemeente Valkenburg aan de Geul. De vlag bestaat uit drie horizontale banen van gelijke hoogte in de kleuren blauw-geel-rood. De kleuren zijn afkomstig van het gemeentewapen van Valkenburg-Houthem.
Omdat de kleuren ook passend waren voor Berg en Terblijt (het geel voor de kleur van de kasteelruïne en voor de gouden sleutel uit het wapen van het kapittel van St. Servaas, het rood voor de veldkleur van datzelfde wapen, en ook als hoofdkleur van de vlag van Berg en Terblijt) besloot het gemeentebestuur na de fusie in 1982 de bestaande vlag te handhaven.

## Verwante afbeeldingen

Wapen van Valkenburg aan de Geul
Wapen van Valkenburg-Houthem voormalige gemeente van 1941-1981
Valkenburgse leeuw op het wapen van de Heren van Valkenburg

Beek 
· Beekdaelen 
· Beesel 
· Bergen 
· Brunssum 
· Echt-Susteren 
· Eijsden-Margraten 
· Gennep 
· Gulpen-Wittem 
· Heerlen 
· Horst aan de Maas 
· Kerkrade 
· Landgraaf 
· Leudal 
· Maasgouw 
· Maastricht 
· Meerssen 
· Mook en Middelaar 
· Nederweert 
· Peel en Maas 
· Roerdalen 
· Roermond 
· Simpelveld 
· Sittard-Geleen 
· Stein 
· Vaals 
· Valkenburg aan de Geul 
· Venlo 
· Venray 
· Voerendaal 
· Weert
Ambt Montfort 
· Amby 
· Arcen en Velden 
· Baexem 
· Beegden 
· Belfeld 
· Bemelen 
· Berg en Terblijt 
· Bocholtz 
· Born 
· Broekhuizen 
· Cadier en Keer 
· Echt 
· Eijsden 
· Elsloo 
· Eygelshoven 
· Geleen 
· Grathem 
· Grubbenvorst 
· Haelen 
· Heel 
· Heel en Panheel 
· Heer 
· Helden 
· Herten
· Heythuysen 
· Hoensbroek 
· Horn 
· Horst 
· Hulsberg 
· Hunsel 
· Kessel 
· Klimmen 
· Limbricht 
· Linne 
· Maasbracht 
· Maasbree 
· Margraten 
· Meerlo-Wanssum 
· Meijel 
· Melick en Herkenbosch 
· Montfort 
· Munstergeleen 
· Neer 
· Nieuwenhagen 
· Nieuwstadt 
· Nuth 
· Ohé en Laak 
· Onderbanken 
· Ottersum 
· Posterholt 
· Roggel 
· Roggel en Neer 
· Schaesberg 
· Schinnen 
· Sevenum 
· Sint Odiliënberg 
· Sittard 
· Stevensweert 
· Stramproy 
· Susteren 
· Swalmen 
· Tegelen 
· Thorn 
· Ubach over Worms 
· Ulestraten 
· Urmond 
· Valkenburg-Houthem 
· Vlodrop 
· Wessem 
· Wittem